# Empire of the Undead
| Оценки критиков  | Оценки критиков |
| Источник         | Оценка          |
| ---------------- | --------------- |
| About.com        | 4/5             |
| AllMusic         | 3/5             |
| Blabbermouth.net | 8.5/10          |
| Metal Hammer     | 6/7             |
| Metal Storm      | 8/10            |

Empire of the Undead — одиннадцатый студийный альбом немецкой пауэр-метал группы Gamma Ray, выпущенный 28 марта 2014 года. Это был их первый альбом с новым барабанщиком Михаэлем Эрэ после ухода Дана Циммермана в 2012 году.
Кай Хансен рассказал в интервью Metal Blast в апреле 2013 года, что их предстоящий альбом Empire of the Undead, который выйдет в 2014 году, будет иметь «более трэшевое» звучание. В том же интервью Дирк Шлехтер объявил, что группа отправится в турне в качестве хедлайнеров после выхода альбома, в марте или апреле 2014 года.

## Список композиций
| №            | Название               | Текст                    | Музыка       | Длина |
| ------------ | ---------------------- | ------------------------ | ------------ | ----- |
| 1.           | «Avalon»               | Кай Хансен               | Кай Хансен   | 9:21  |
| 2.           | «Hellbent»             | Кай Хансен               | Кай Хансен   | 5:22  |
| 3.           | «Pale Rider»           | Кай Хансен               | Михаэль Эхре | 4:23  |
| 4.           | «Born to Fly»          | Хенйо Рихтер             | Хенйо Рихтер | 4:31  |
| 5.           | «Master of Confusion»  | Кай Хансен               | Кай Хансен   | 4:54  |
| 6.           | «Empire of the Undead» | Кай Хансен               | Кай Хансен   | 4:25  |
| 7.           | «Time for Deliverance» | Дирк Шляхтер, Кай Хансен | Дирк Шляхтер | 5:10  |
| 8.           | «Demonseed»            | Кай Хансен               | Дирк Шляхтер | 6:38  |
| 9.           | «Seven»                | Кай Хансен               | Кай Хансен   | 5:07  |
| 10.          | «I Will Return»        | Хенйо Рихтер             | Хенйо Рихтер | 6:55  |
| Общая длина: | Общая длина:           | Общая длина:             | Общая длина: | 56:46 |

| №   | Название  | Автор      | Длина |
| --- | --------- | ---------- | ----- |
| 11. | «Someday» | Кай Хансен | 3:59  |

| №   | Название        | Текст      | Музыка                   | Длина |
| --- | --------------- | ---------- | ------------------------ | ----- |
| 11. | «Built a World» | Кай Хансен | Энди Портман, Кай Хансен | 4:22  |

| №   | Название                                                     | Длина |
| --- | ------------------------------------------------------------ | ----- |
| 12. | «Avalon» (live from the final studio sessions)               | 9:52  |
| 13. | «The Spirit» (live from the final studio sessions)           | 4:19  |
| 14. | «Empire of the Undead» (live from the final studio sessions) | 4:27  |

## Чарты
| Чарт (2014)                         | Наивысшая позиция |
| ----------------------------------- | ----------------- |
| Австрия (Ö3 Austria)                | 46                |
| Бельгия (Ultratop Flanders)         | 104               |
| Бельгия (Ultratop Wallonia)         | 71                |
| Чехия (Czech Album Charts)          | 5                 |
| Финляндия (Suomen virallinen lista) | 12                |
| Франция (SNEP)                      | 89                |
| Германия (Offizielle Top 100)       | 13                |
| Япония (Oricon)                     | 52                |
| Швеция (Sverigetopplistan)          | 26                |
| Швейцария (Schweizer Hitparade)     | 21                |

## Участники записи
- Кай Хансен — вокал, гитара
- Хеньо Рихтер — гитара, клавишные
- Дирк Шлехтер — бас
- Михаэль Эрэ — ударные